# Sosniwka (rejon jarmoliński)
Sosniwka (ukr. Соснівка) – wieś na Ukrainie, w obwodzie chmielnickim, w rejonie jarmolińskim.
Dawne nazwy wsi to Kujawa i Kujawy. Pod koniec XIX w. siedziba gminy Kujawy.